# Кристин Домброва
Кристин Віктор Домброва (пол. Krystyn Wiktor Dąbrowa; 25 лютого 1934, Ситкі) — польський політик часів ПНР, функціонер ЦК ПОРП, у 1980—1982 роках — перший секретар Краківського воєводського комітету ПОРП. Представляв «ліберальне» крило урядущої компартії, співпрацював з «горизонтальними структурами», виступав за діалог з «Солідарністю». У період воєнного стану змінив позицію, проводив жорсткий курс WRON, але його зняли з партійної посади. Відомий також як журналіст, обіймав посади у дипломатичному апараті.

## Журналістика й апарат
Народився у селянській родині з Більського повіту Білостоцького воєводства Другої Речі Посполитої (село Ситки було традиційно знане католицькою релігійністю). У 1950 році вступив до комуністичного Союзу польської молоді (ZMP), у 1954 році — до урядущої компартії ПОРП. У 1956 році Домброва закінчив факультет журналістики Варшавського університету. Працював у молодіжних виданнях «Факти», «Однова», «ITD». З 1960 до 1966 рік — в апараті Союзу соціалістичної молоді (ZMS — «комсомол» ПОРП, створений на основі ZMP). Був секретарем ZMS, очолював столичну організацію.
З 1966 року почалася партійно-апаратна кар'єра Домброви. До 1969 року він перебував у Варшавському комітеті ПОРП. Був заступником завідувача організаційного відділу, завідував відділом партійної пропаганди (на цей період припала антисемітська й антиінтелігентська кампанія), очолював дільницький комітет ПОРП у Середмісті. Проводив політичний курс першого секретаря ЦК ПОРП Владислава Гомулки. У 1969 році отримав направлення до Праги — пресаташе посольства ПНР у ЧССР. Таким чином, під час робітничих протестів на Балтійському узбережжі та їхнього військового придушення Домброва перебував за кордоном.
Відставка Гомулки, прихід до влади Едварда Герека збіглися з новим кар'єрним підйомом Кристина Домброви. З 1971 року Домброва — функціонер ЦК ПОРП. Обіймав посади інспектора, заступника, у 1977—1980 роках — завідувача організаційного відділу. З 1975 року — член ЦК ПОРП. У 1980 році його обрали до сейму ПНР, перебував у депутатському клубі ПОРП. Користувався прихильністю першого секретаря ЦК Герека, неухильно проводив його курс.

## Призначення до Кракова
23 лютого 1980 року Домброву затвердили першим секретарем комітету ПОРП Краківського міського воєводства. Це був один з найбільших регіональних постів в ієрархії ПОРП, що означав причетність до всепольського партійного керівництва. Краків — друге за величиною місто Польщі, одне з найбільших у країні індустріальних і культурних центрів. При цьому краківська парторганізація мала інтелектуальну та «ліберальну» репутацію.
Юзеф Кляса, попередник Домброви на посаді першого секретаря, санкціонував створення Клубу творців та діячів культури «Кузня». У Кракові допускалися відомі вольності у культурі та навіть у політичних дискусіях (партійний апарат намагався створити «світську громадську противагу» Краківській католицькій архієпархії). Домброва мав намір продовжувати цей курс, який створював престиж у партії та суспільстві.

## Протистояння початку 1980-х років

### Партійний «ліберал»
У серпні 1980 року у Польщі почався потужний страйковий рух. Керівництво ПОРП не зважилося на застосування насильства. Уряд ПНР уклав зі страйкарями серпневі угоди. Створили незалежну профспілку «Солідарність». Великий профцентр утворився у Кракові на основі металургійного комбінату Нова-Хути (цікаво, що свого часу Нова-Хуту приєднували до Кракова розраховуючи на посилення впливу ПОРП у католицькому центрі зростанням пролетарського прошарку). Краківську та Малопольську «Солідарність» очолили оператор прокатного стану Станіслав Завада, інженер Анджей Циран і редактор заводської газети Мечислав Гіль.
Кристин Домброва виступав за «діалог з „Солідарністю“». При розколі ПОРП на «партійний бетон», «лібералів» і «прагматиків» він позиціювався скоріше як «ліберал» і підтримував прагматичного першого секретаря ЦК Станіслава Каню. Діяв у тісній зв'язці з великим «ліберальним» діячем Юзефом Клясом, який завідував у ЦК відділом друку, радіо та телебачення. Часто Кристин Домброва розглядався поряд з такими діячами «ліберального крила» як Тадеуш Фішбах (перший секретар у Гданську) й Едвард Скшипчак (перший секретар у Познані). Проте загалом Домброва слідував курсом Кані та намагався не відхилятися від офіційної лінії.
У політичному протистоянні Домброва намагався спертися на «горизонтальні структури», мобілізувати на свою підтримку авторитетну «Кузню» та кола наукової інтелігенції, які втілювалися Геронімом Кубяком. Організації «бетону», особливо KFP, звинувачували його у потуранні «Солідарності» та вимагали усунути з посади — разом з Мечиславом Раковським, Юзефом Клясом, Стефаном Братковським. Вимушено вступав у полеміку через партійний офіціоз «Gazeta Krakowska», редактором якої був Мацей Шумовський (батько Малгожати Шумовської) — активний провідник ліберального курсу Юзефа Кляси.
Закордонні спостерігачі відзначали спокій у Кракові навіть у бурхливі місяці «Карнавалу „Солідарності“». Тут не було великих страйків і жорстких зіткнень. Значною мірою це пов'язувалося з політичним стилем першого секретаря Домброви: «Невисокий, чепурний, який вміє виживати та фіксувати зміни політичного вітру, він миттєво усвідомив важливість „Солідарності“ та встановив хороші робочі відносини з незалежною профспілкою». Але цей курс тривав лише до чергової зміни політичного вітру.

### Поворот курсу
На IX надзвичайному з'їзді ПОРП у липні 1981 року Домброву не обрали до ЦК. Поразку зазнали також Фішбах і Скшипчак, але з іншого боку — такі діячі «бетону» як Тадеуш Грабський, Анджей Жабинський, Станіслав Кочелек. Зняли з посади в апараті ЦК Юзеф Кляса. Політичні розклади різко змінилися на користь військового керівництва на чолі з Войцехом Ярузельським. У післяз'їздівський період Домброва посилив позицію. Він різко викривав «Солідарність», особливо за вуличні акції, зазначав, що компроміс з профспілкою має досягатись «не за будь-яку ціну». Готував групи партійних активістів для протидії агітаторам «Солідарності», зокрема для зриву опозиційних листівок та плакатів.
Кристин Домброва підтримав введення воєнного стану 13 грудня 1981 року, залишив колишні «ліберальні» захоплення, проводив жорсткий курс WRON і генерала Ярузельського. Публічно він пояснював поворот «проникненням профспілки під вплив Конфедерації незалежної Польщі», висловлював жаль й обіцяв продовження реформ.
Влада Добмрови за умов воєнного стану сильно скоротилася. Вранці 13 грудня до комітету ПОРП з'явився призначений WRON військовий комісар генерал Сулима. Він повідомив про свої надзвичайні повноваження та дав вказівку підготувати приміщення для військової канцелярії, житло та харчування для офіцерів комісарського почту. У комітеті запанував похмурий настрій. Секретар з пропаганди Ян Бронек згадував, що функціонери очікували на розпуск ПОРП. Перший акт військового правління у Кракові — придушення страйку металургів у Нова-Хуті проходив без практичної участі партапарату.
Зросла роль і вплив міліцейської комендатури полковника Тшибінського й управління держбезпеки полковника Дзяловського. Вдалося політично нейтралізувати Станіслава Заваду, який закликав соратників по профоспілці до стриманості та став на лояльні до влади позиції (у цьому відзначалася роль журналістки Еви Свендер — дружини Кристина Домброви). При розгоні демонстрацій 3 травня 1982 року у Кракові застосовувалися водомети. При придушенні протестів 31 серпня 1982 року у Нова-Хуті вбили одного з демонстрантів. Але це не додало Домброві симпатій «бетону».
13 жовтня 1982 року робітники вийшли на демонстрацію у Нова-Хуті. Такі акції проводилися 13-го числа кожного місяця як протест проти воєнного стану. У жовтні ситуація була особливо напруженою: кількома днями раніше сейм ухвалив закон про профспілки, який офіційно заборонив «Солідарність». Демонстрантів атакували бійці ЗОМО й агенти держбезпеки. Застосували вогнепальну зброю, вбили двадцятирічного робітника HiL Богдана Влосика. Вуличні сутички відбувалися кілька днів, похорон Влосика вилився у двадцятитисячну антикомуністичну демонстрацію. Ці події різко підірвали позиції Крстина Домброви, який раніше пред'являв краківську стабільність як головне своє досягнення. Залишатися на посаді першого секретаря стало для нього неможливим.

## Відставка
26 жовтня 1982 року Кристина Домброву зняли з посади першого секретаря Краківського комітету ПОРП (його змінив Юзеф Гаєвич, ближчий до «бетону»). Домброву знову відправили на дипломатичну службу: у 1983—1987 роках — радник посольства ПНР у СРР. З 1987 року відправлений на пенсію та відійшов від політики.
Партійно-політична діяльність Кристина Домброви запам'яталася переважно коротким, але насиченим періодом секретарства у Кракові. Він грав помітну роль у протистоянні «лібералів ПОРП» з «партійним бетоном», але на відміну від вмілого політика Фішбаха або щиро переконаного Скшипчака не мав власної позиції.